# Les origines de la France contemporaine
Die  Entstehung des modernen Frankreich (Originaltitel: Les origines de la France contemporaine) ist ein geschichtswissenschaftliches Werk des Historikers und Philosophen Hippolyte Taine.
Taine verbrachte seine letzten Lebensjahre mit der Arbeit an diesem Werk, das aber unvollendet blieb. Methodisch ist das Werk weniger dem klassischen Historismus verpflichtet, die strukturgeschichtlich gearbeitete Darstellung bezieht sozial-, wirtschafts- und kulturgeschichtlicher Fakten ein. Die französische Originalausgabe erschien 1875 in der Librairie Hachette et Compagnie. Von 1877 bis 1893 erschien das Werk in einer sechsbändigen Übersetzung von Leopold Katscher erstmals auf Deutsch. 1954 erschien dieses Werk in einer Auswahl; im Januar 2019 erfolgte eine Neuauflage der vollständigen Ausgabe.

## Inhalt
Mit dieser Schrift versuchte er, die Ursachen für die extreme Zentralisierung der politischen Macht zu finden, welche er für die politische Instabilität des modernen Frankreich verantwortlich machte. Im Gegensatz zu anderen Darstellungen der Französischen Revolution, wie etwas von Adolphe Thiers, Jules Michelet oder Alphonse Aulard, stellte sein Werk den Sinn der Revolution radikal in Frage. Die Revolution begreift er als Massenpsychose und menschenverachtende Brutalisierung. Die extreme Politisierung des öffentlichen Raums provoziert den Exzess. Die Hysterisierungsspirale katapultiert die radikalste Gruppe zur Macht, die Jakobiner. In der Revolution sieht Taine die „Eroberung Frankreichs durch die Jakobiner“, welche mit bestem Glauben und den geringsten Skrupeln handeln. Das Resultat ist, dass „die privaten und öffentlichen, die lokalen und die parlamentarischen Freiheiten abgeschafft sind; dass die Regierung willkürlich und absolut ist“, „kurz, dass es keine Menschenrechte mehr gibt“.
Die Darstellung beginnt beim Ancien Régime, entfaltet den mittleren Verlauf der Revolution, die letzten Bände widmen sich Napoleon und seinem Staatsneubau. Im dritten Teil würdigt er den Schulsektor als Staatsmonopol, dokumentiert die Unterdrückung der Presse und kommentiert die Lage der Wissenschaft. Von Interesse ist für Taine die reglementierte Historie in ihrer legitimierenden Funktion. Geschichte, so Bonaparte, dürfe man nicht den Gelehrten überlassen, man müsse sie lenken, geradezu machen. Taine erklärt dazu: „Vor allem heißt es, sich des Geistes versichern, in welchem Geschichte geschrieben werden soll.“
Aus seiner Analyse zieht Taine Zukunftsannahmen und prophezeite „Massenmord und Bankrott [...] die Perversion produktiver Entdeckungen und Perfektionierung destruktiver Verwertungen“.

## Stimmen über das Werk
Ernst Cassirer schrieb über das Werk:

„Daß die stärksten Antriebe für die französische Revolution gedanklicher Art gewesen sind, daß sie von ihren Anfängen an unter der Herrschaft einer bestimmten Ideologie stand und daß diese Ideologie alle Einzelschritte, die sie in ihrer weiteren Entwicklung tut, entscheidend mitbestimmt hat: dies liegt überall klar und unverkennbar zutage. Es ist vor allem das Verdienst Hippolyte Taines, daß er in seinem großen Werk über die Entstehung des modernen Frankreich diesen Zusammenhang nach allen Seiten hin verfolgt und daß er ihn mit historischer Meisterschaft dargestellt hat. Für Taine ist die gesamte französische Revolution nichts anderes als die reife Frucht des klassischen Geistes der französischen Philosophie: jenes 'esprit classique', wie er sich in den Werken Montesquieus und Voltaires, Rousseaus und Condorcets, Diderots und Holbachs verkörpert.“

Wilhelm Dilthey urteilte:

„Daß Parteien die großen Ereignisse der Geschichte unter ihrem Gesichtspunkt darstellen, vielmehr entstellen, liegt in der Natur der Sache. Die Darstellung der französischen Revolution hat viel mehr gelitten unter dem Sinn für das Theatralische und Affektvolle, das in diesen Ereignissen liegt und von den romanischen Völkern besonders stark empfunden wird. Man nahm Parteien und Personen für das, als was sie auf dieser großen tragischen Bühne sich selbst ausgaben, und ließ die Maske gelten, unter welcher die radikale Partei so gut als die Girondisten und die königliche Partei ihr Wesen zum guten Teil verbargen. 

Nach den vorbereitenden Arbeiten von Tocqueville gebührt einem deutschen Forscher das Verdienst, zuerst eine wahrhaftigere Darstellung gegeben zu haben. Sybel hat den theatralischen Schmuck der bisherigen Darstellungen auf seinen wahren Wert zurückgeführt und uns gezeigt, aus welchen realen Zuständen die französische Revolution hervorging; worum es sich in der Wahrheit und in der Wirklichkeit bei den gewaltigen Erschütterungen im Inneren der Frankreich beherrschenden Versammlungen handelte; wo der wirkliche Inhalt dieser Kämpfe war, die auf der Rednerbühne begannen und auf dem Blutgerüst endeten; endlich was für faktische Zustände die Umwälzung, das ganze Treiben jener tobenden Versammlungen, für den Augenblick schuf und für die Gegenwart vorbereitete. 

Die Ergebnisse der Arbeit von Taine enthalten ein noch weit härteres Urteil über das ungeheure Schauspiel der französischen Revolution und die Personen, welche in ihm agierten. Ein solches Urteil entspringt bei einem Republikaner wie Taine aus einem Wahrheitssinn von seltener Reinheit und einem Untersuchungsgeist von seltener Tiefe. Taine ist ohne Frage der hervorragendste Schriftsteller des gegenwärtigen Frankreich. Ihm stehen zugleich eine außerordentliche Beherrschung des ungeheuren Aktenmaterials, philosophischer Geist, der eine Art von Psychologie der Revolution ins Auge faßt, und die glänzendste Darstellung zu Gebote. Ein Philosoph sieht hier die Geschichte, und ein genialer Schriftsteller ersten Ranges stellt sie dar.“

## Deutsche Ausgaben
- Die Entstehung des modernen Frankreich. Aus dem Französischen von Leopold Katscher, sechs Bände erschienen von 1877 bis 1893.
- Die Entstehung des modernen Frankreich. Auswahl in einem Band, Berlin 1954, Verlag G. B. Fischer
- Hans Eberhard Friedrich, Hrsg.: Hippolyte Taine. Die Entstehung des modernen Frankreich. Verlag Johannes G. Hoof in Warendorf, 2005 [Auswahl, Wiederabdruck der Ausgabe von 1954]
- Die Entstehung des modernen Frankreich. Vollständige Ausgabe in sechs Bänden, Berlin 2019, J. G. Hoof Verlag, ISBN 978-3-936345-98-8